# خرامورت
خرامورت هي قرية تقع في مقاطعة أسكيران، جمهورية أرتساخ.